# Đại hội Thánh Mẫu

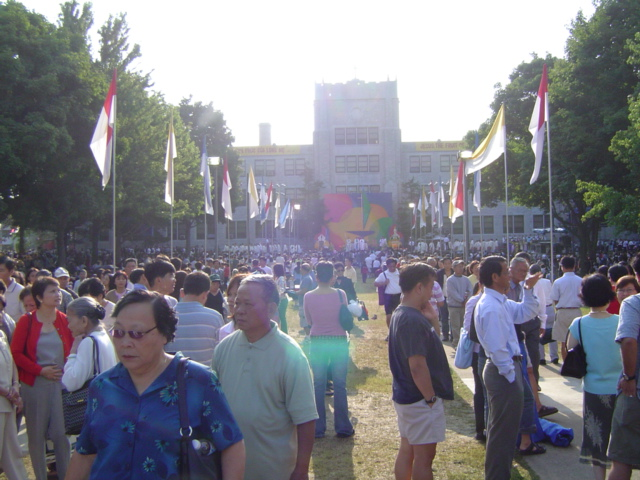
Các người hành hương bắt đầu ra về sau lễ bế mạc của Đại hội Thánh Mẫu lần thứ 28.

Đại hội Thánh Mẫu (tên chính thức là Ngày Thánh Mẫu) là đại hội chính của dân Mỹ gốc Việt theo Công giáo tổ chức vào mùa hè từ năm 1978 tại Dòng Mẹ Chúa Cứu Chuộc ở Carthage, Missouri.

## Lịch sử

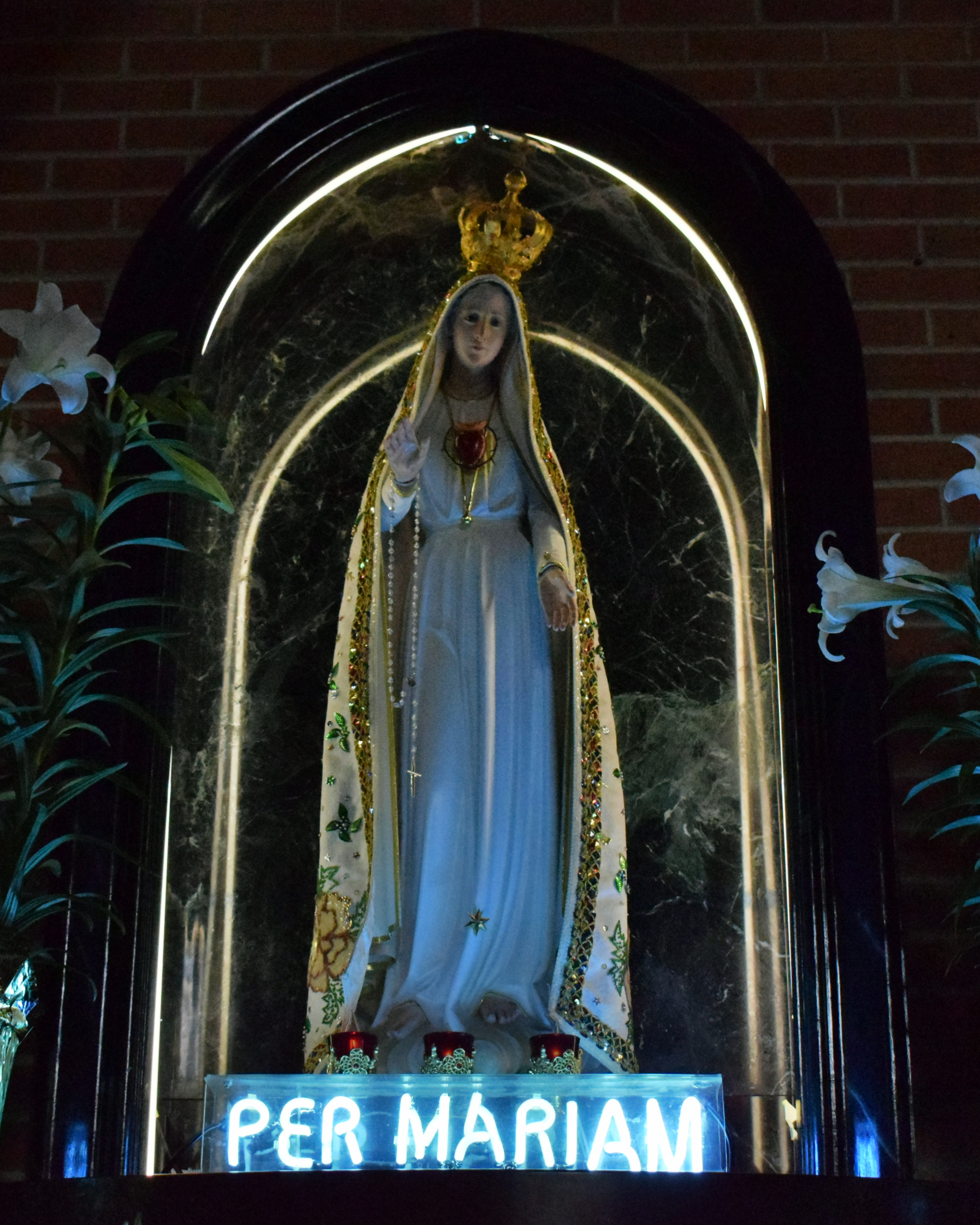
Bức tượng Đức Mẹ Fátima nằm trong Đền Thánh Khiết Tâm Mẹ, ở trong công viên của hội dòng tại Carthage, Missouri

Hội Dòng đã tổ chức Đại Hội Thánh Mẫu đầu tiên tại trụ sở chính ở Hoa Kỳ vào năm 1978, để kỷ niệm Trái Tim Vô Nhiễm Nguyên Tội của Mẹ Maria. Khoảng 1.500 người Công giáo Việt Nam từ khu vực Carthage đã tham gia trong một tĩnh tâm một ngày.
Thông thường, các Đại Hội Thánh Mẫu diễn ra mà không có sự cố lớn. Sở cảnh sát Carthage và các nhà tổ chức sự kiện thực thi các quy tắc chống lại hành vi khiếm nhã và sử dụng ma túy. Các thành viên băng đảng bị cấm tham gia đại hội, sau khi hai băng đảng giết một người đàn ông trong một đánh nhau vào năm 2003. Trong Đại hội năm 2008, 17 người hành hương bị thiệt mạng trong một tai nạn xe buýt trên đường đến Carthage từ Houston.
Những giám mục nổi bật đã tham dự và đã chủ tế các Thánh Lễ vào Đại Hội Thánh Mẫu là: Đấng đáng kính Đức Hồng y Phanxicô Xaviê Nguyễn Văn Thuận, Nguyên Tổng giám mục Phó Tổng giáo phận Sài Gòn và cháu trai cố Tổng thống Ngô Đình Diệm; Đức cố Tổng Giám mục Phêrô Máctinô Ngô Đình Thục, Nguyên Tổng Giám mục Tổng giáo phận Huế và là anh của cố Tổng thống Ngô Đình Diệm; Đức Tổng Giám mục Giuse Vũ Văn Thiên, vào thời điểm đó là giám mục chính tòa Giáo phận Hải Phòng; Đức cố Giám mục Phaolô Nguyễn Văn Hòa, hồi đó là Chủ tịch Hội đồng Giám mục Việt Nam và giám mục chính tòa Giáo phận Nha Trang; Hồng y Raymond Leo Burke, hồi đó là Tổng Giám mục Tổng giáo phận St. Louis; Hồng y Wilton Daniel Gregory, hồi đó là Giám mục chính tòa Giáo phận Belleville và Chủ tịch Hội đồng Giám mục Hoa Kỳ;  Hồng y Daniel Nicholas DiNardo, Tổng giám mục Tổng giáo phận Galveston–Houston;  Đức Tổng Giám mục Giuse Đặng Đức Ngân, lúc ấy là giám mục chính tòa Giáo phận Đà Nẵng.